# Anthropologie sociale et culturelle
L'anthropologie sociale et culturelle est la science qui s'intéresse aux groupes humains quelles que soient leurs caractéristiques. Elle a pour objet d'étude tous les phénomènes sociaux qui requièrent une explication par des facteurs culturels.

## Origine de l'appellation «anthropologie sociale et culturelle»
Alors que les termes « social anthropology » étaient préférés en Angleterre par l'école des structuralistes qui privilégiait l'étude des faits sociaux et des institutions, les termes de « cultural anthropology » l'étaient aux États-Unis par les diffusionnistes tel que Franz Boas qui s'intéressaient plus à la distribution spatiale de la culture humaines. La jonction des deux adjectifs fut faite dans le but très probable de manifester une reconnaissance et un intérêt pour les deux écoles.
La différence entre l'anthropologie sociale d'origine britannique et l'"anthropologie culturelle", d'origine américaine, est souvent l'objet d'un débat généralement identifié comme une approche théorique différente entre ces deux traditions anglo-saxonnes. L'anthropologie sociale, est plus orientée vers une étude structurale de la société alors que l'anthropologie culturelle considère, comme une priorité, l'aspect symbolique. Claude Lévi-Strauss est intervenu dans cette controverse, lui donnant une dimension transatlantique (Erwan Dianteill, 2012).
Dans la seconde moitié du XXe siècle, ces deux distinctions « anglo-saxonnes » de l'anthropologie furent regroupées sous la dénomination commune de l'ethnologie par l'École française d'anthropologie. La plus grande partie des anthropologues considèrent les deux branches de l'anthropologie, (sociale et culturelle) en tant que points de vue différents sur le même phénomène scientifique. Bien que de nombreux départements anthropologiques aient choisi la dénomination "anthropologie socioculturelle" (avec ou sans trait d'union) afin de surmonter cette dichotomie, la plupart des savants utilisent encore la désignation appartenant à la tradition de laquelle ils sont le plus proches.